# Heinen-Produktionsfunktion
Die Produktionsfunktion nach Heinen (auch als Produktionsfunktion vom Typ C bekannt) ist in der betriebswirtschaftlichen Produktionstheorie eine 1965 von Edmund Heinen aufgestellte Produktionsfunktion, die auf der Gutenberg-Produktionsfunktion (Typ B) aufbaut. Im Gegensatz zu dieser geht sie von zeitlich veränderlichem Faktorverbrauch aus und unterscheidet dabei in der Produktion zwischen der Anlaufphase, der Bearbeitungsphase, der Bremsphase und der Leerlaufphase.

## Verbrauchs- und Belastungsfunktionen
Edmund Heinen unterscheidet zwischen der technischen Verbrauchsfunktion und der ökonomischen Verbrauchsfunktion. Die technische Verbrauchsfunktion stellt einen Zusammenhang her zwischen dem Faktorverbrauch und der technischen Leistungsabgabe eines Aggregates (z. B. eine Maschine). Die ökonomische Verbrauchsfunktion stellt Zusammenhänge zwischen Faktorverbrauch und erstellter Outputmenge (Fertigprodukte). Eine Belastungsfunktion gibt einen Zusammenhang zwischen der momentanen Leistung eines Aggregates und ihren Bestimmungsgrößen an, die vom konkreten Einzelfall abhängen. Die Momentanleistung wird als Ableitung dA/dt der Arbeit A nach der Zeit dargestellt.

## Elementarkombinationen
Eine Elementarkombination ist ein Produktionsprozess mit eindeutigem Zusammenhang zwischen technischer und ökonomischer Leistung eines Aggregates. Heinen kategorisiert Elementarkombinationen nach den drei Dimensionen
- Faktoreinsatzbeziehung (limitational / substitutional)
- Variabilität der Ausbringungsmenge (fix / variabel) und
- Abhängigkeit von der Anzahl der Wiederholungen von der Endproduktmenge (primäre, sekundäre und tertiäre Elementarkombinationen)

### Limitationale und substitutionale Faktoreinsatzbeziehungen
Bei substitutionalen Faktoreinsatzbeziehungen lässt sich eine bestimmte Menge an Produkten durch verschiedene Faktorkombinationen erstellen. Oft lassen sich beispielsweise Mannstunden und Maschinenstunden innerhalb eines bestimmten Bereiches austauschen (substituieren). Bei limitationalen Einsatzbeziehungen ist nur eine bestimmte Kombination möglich, beispielsweise die Kombination von genau vier Tischbeinen und genau einer Platte zu einem Tisch.

### Outputfixe und outputvariable Elementarkombinationen
Führt eine Elementarkombination bei jeder Wiederholung zur selben Outputmenge, handelt es sich um eine outputfixe Elementarkombination, im anderen Fall um eine outputvariable. Heinen zufolge haben outputfixe limitationale Elementarkombinationen eine große Bedeutung in der Industrie.
Entsprechend ergeben sich vier Typen von Belastungsfunktionen. Bei outputfixen limitationalen Elementarkombinationen hängen sie nur von der Zeit ab:
{\displaystyle dA/dt=f(t)}
Erfasst wird somit der zeitliche Verlauf der Belastung des Aggregates.
Bei outputvariablen, limitationalen Elementarkombinationen ist der realisierte Output {\displaystyle o} selbst eine unabhängige Variable:
{\displaystyle dA/dt=f(t,o)}
Bei outputfixen, substitutionalen Elementarkombinationen lassen sich Belastungsisoquanten bilden. Insbesondere in der chemischen Industrie führen oft verschiedene Kombinationen von Temperatur und Druck zur selben Outputmenge. Die Belastungsisoquante des einen Aggregates (z. B. Ofen) hängt dann neben der Zeit auch von der Leistung des anderen Aggregates (z. B. Kompressor) ab:
{\displaystyle dA_{1}/dt=f\left(dA_{2}/dt,t\right)}
Outputvariable, substitutionale Elementarkombinationen führen folglich zu einer Belastungsfunktion, die zusätzlich noch vom Output abhängt:
{\displaystyle dA_{1}/dt=f\left(dA_{2}/dt,t,o\right)}

### Primäre, sekundäre und tertiäre Elementarkombinationen
Zur Herstellung einer bestimmten Menge an Endprodukten ist in der Regel die Wiederholung der Elementarkombinationen nötig. Heinen unterscheidet zwischen
- primären Elementarkombinationen, die einen Arbeitsfortschritt an den Produkten bewirken. Ihre Wiederholung erhöht unmittelbar die produzierte Outputmenge.
- Sekundäre Elementarkombinationen, deren Wiederholung nur noch lose mit dem Output zusammenhängt. Dazu zählen Rüstvorgänge sowie Anlauf- und Bremsvorgänge.
- Tertiäre Elementarkombinationen hängen entweder über andere Größen indirekt vom Output ab oder hängen gar nicht vom Output ab. Beispielsweise Wartungs- und Reinigungsarbeiten.

Bei primären Elementarkombinationen lassen sich die benötigten Wiederholungen w einfach durch Division den benötigten Menge an End- oder Zwischenprodukten durch die Outputmenge der Elementarkombination. Die nötigen Wiederholungen der sekundären Elementarkombination ergeben sich durch die Division der Anzahl der primären Wiederholungen durch die Auflagengröße (Losgröße).